# Wer weiß, wie nahe mir mein Ende?
Wer weiß, wie nahe mir mein Ende? (in tedesco, "Chi sa quanto è vicina la mia fine?") BWV 27 è una cantata di Johann Sebastian Bach.

## Storia
La cantata Wer weiß, wie nahe mir mein Ende? venne composta da Bach a Lipsia nel 1726 per la XVI domenica dopo la Trinità e fu eseguita il 6 ottobre dello stesso anno. Il testo è di Ämilie Juliane von Schwarzburg-Rudolstadt per il primo movimento, di Johann Georg Albinus per l'ultimo e di autore sconosciuto per i rimanenti.

## Struttura
La cantata è scritta per soprano solista, contralto solista, tenore solista, basso solista, coro, corno, violino I e II, oboe I e II, viola, organo obbligato e basso continuo ed è suddivisa in sei movimenti:
1. Coro: Wer weiß, wie nahe mir mein Ende?, per tutti.
2. Recitativo: Mein Leben hat kein ander Ziel, per tenore e continuo.
3. Aria: Willkommen!, per contralto, organo obbligato, oboe e continuo.
4. Recitativo: Ach, wer doch schon im Himmel wär!, per soprano, archi e continuo.
5. Aria: Gute Nacht, du Weltgetümmel!, per basso, archi e continuo.
6. Recitativo: Die höchste Herrlichkeit und Pracht, per soprano e continuo.
7. Corale: Welt, ade! ich bin dein müde, per tutti.